# Будущее Земли

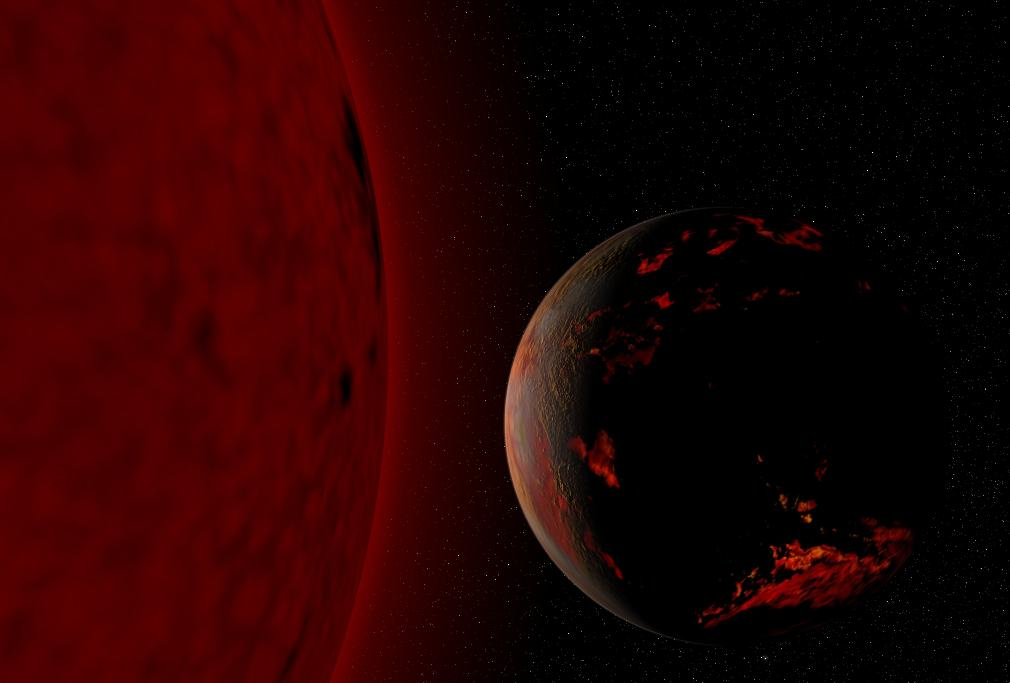
Выжженная Земля после перехода Солнца в фазу красного гиганта в представлении художника

Бу́дущее Земли́ будет определяться рядом факторов: увеличением светимости Солнца, потерей тепловой энергии ядра Земли, возмущениями со стороны других тел Солнечной системы, тектоникой плит и биохимией на поверхности. В случае, если разумная жизнь на ней достигнет существенного прогресса, — также антропогенными факторами. Согласно теории Миланковича, планета будет по-прежнему подвергаться циклам оледенения вследствие изменения эксцентриситета орбиты Земли, наклона оси вращения и прецессии оси. В результате продолжающегося суперконтинентального цикла тектоника плит, вероятно, приведёт к образованию суперконтинента через 250—350 млн лет, а в течение следующих 1,5—4,5 миллиардов лет наклон оси Земли может начать испытывать хаотические изменения с отклонением вплоть до 90°.
Через 1—3 миллиарда лет непрерывное увеличение солнечного излучения, вызванное накоплением гелия в ядре Солнца, приведёт к испарению океанов и прекращению дрейфа континентов. Через 4 миллиарда лет увеличение температуры у поверхности Земли станет причиной стремительного парникового эффекта. К тому времени бо́льшая часть жизни (если не вся) на поверхности Земли вымрет. Наиболее вероятной дальнейшей судьбой планеты является поглощение её Солнцем приблизительно через 5 миллиардов лет, после того как оно станет красным гигантом и расширится до пересечения с орбитой Земли.

## Влияние человека
Люди играют ключевую роль в биосфере, имея многочисленную популяцию, доминирующую над различными экосистемами Земли. Это привело к массовому исчезновению (биотический кризис) других видов в ходе нынешней геологической эпохи, известному как голоценовое вымирание. Оно является результатом разрушения среды обитания, широкого распространения инвазивных видов, охоты и изменения климата. При нынешних темпах около 30 % видов находятся под угрозой вымирания в ближайшие сто лет. К настоящему моменту деятельность человека оказала значительное влияние на всю планету:
- в результате человеческой деятельности было изменено более трети поверхности суши;
- люди используют около 20 % мировой первичной продукции экосистем[9];
- концентрация углекислого газа в атмосфере Земли увеличилась почти на 30 % с начала промышленной революции[5].

Предполагается, что последствия постоянного биотического кризиса продлятся по крайней мере ещё пять миллионов лет. Это может привести к снижению биоразнообразия и гомогенизации биоты, сопровождаемым распространением более приспосабливаемых видов, таких как вредители и сорняки. Могут также появиться новые виды; в частности, таксоны, процветающие в доминируемых человеком экосистемах, могут быстро развиться во множество новых видов. Микроорганизмы, вероятно, извлекут выгоду из увеличения обогащённых питательным веществом экологических ниш. Никакие новые разновидности существующих больших позвоночных животных, вероятно, не возникнут, и пищевые цепи будут сокращены.

## Орбита и вращение
Гравитационные возмущения других тел могут изменить орбиту Земли, а также наклон оси её вращения, что, в свою очередь, может привести к значительному изменению климата на планете.

### Оледенение
В истории Земли были циклические периоды оледенения, во время которых ледяной покров распространялся к значительно более низким широтам, чем сейчас. Теория Миланковича гласит, что оледенение происходит вследствие астрономических факторов в сочетании с климатическими механизмами обратной связи и тектоникой плит. Каждый из этих эффектов происходит циклически. Например, эксцентриситет орбиты изменяется циклически со значениями в пределах от 0,0007 до 0,0658. В настоящий момент он равен 0,017. За полный цикл общее количество солнечного излучения, попадающего на Землю, меняется максимум на 0,2 %.
В настоящее время Земля находится в межледниковой эпохе, которая, как предполагается, должна завершиться через 25 тысяч лет. Нынешние темпы выбросов в атмосферу человечеством углекислого газа могут задержать начало следующего периода оледенения по крайней мере на 50 000—130 000 лет. Однако период глобального потепления конечной длительности (основанный на предположении, что ископаемое топливо будет исчерпано к 2200 году) будет влиять на цикл оледенения только 5 000 лет. Таким образом, короткий период глобального потепления, вызванный выбросами парниковых газов в течение нескольких столетий, будет иметь ограниченное воздействие в долгосрочной перспективе.

### Наклонение

Приливная выпуклость смещается вперёд с линии, соединяющей центры масс Земли и Луны. В результате на Луну действует момент силы, ускоряющий её обращение по орбите и в то же время замедляющий вращение Земли.

Приливное ускорение Луны замедляет скорость вращения Земли и увеличивает расстояние между Землёй и Луной. Другие эффекты, которые могут рассеять энергию вращения Земли — это трение между ядром и мантией, потоки в атмосфере, конвекция в мантии и климатические изменения, которые могут увеличить или уменьшить количество льда на полюсах. В совокупности эти эффекты, как предполагается, увеличат продолжительность дня более чем на 1,5 часа в течение ближайших 250 миллионов лет, а также увеличат наклон оси на полградуса. Расстояние до Луны увеличится примерно на 1,5 RЗемли в течение этого же периода.
На основании компьютерных моделей считается, что наличие Луны позволяет стабилизировать наклон оси Земли и тем самым избежать резких изменений климата. Эта стабильность достигается из-за того, что Луна увеличивает скорость прецессии оси вращения Земли, что позволяет избежать резонансов между прецессией вращения и прецессией частот восходящего узла орбиты планеты. Тем не менее, поскольку большая полуось орбиты Луны продолжит увеличиваться в будущем, этот стабилизирующий эффект со временем уменьшится. В какой-то момент времени эффекты возмущения, вероятно, вызовут хаотические изменения наклона Земли, и наклон оси может измениться вплоть до 90° к плоскости орбиты. Предполагается, что это произойдет через 1,5—4,5 млрд лет, хотя точное время неизвестно.
Сильное наклонение, вероятно, приведёт к резким переменам в климате и уничтожению жизни на планете. Когда наклон оси Земли достигнет 54°, экватор будет получать меньше излучения от Солнца, чем полюса. Планета может оставаться в положении с наклоном от 60° до 90° в течение 10 миллионов лет.

## Тектоника плит

Пангея — последний существовавший суперконтинент

Согласно теории тектоники плит континенты Земли движутся по поверхности со скоростью несколько сантиметров в год. Это будет происходить и в дальнейшем, в результате чего плиты будут продолжать двигаться и сталкиваться. Континентальному дрейфу способствуют два фактора: генерация энергии внутри планеты и наличие гидросферы. При исчезновении любого из этих факторов дрейф континентов прекратится. Производство тепла посредством радиогенных процессов достаточно для поддержания конвекции в мантии и субдукции плит, по крайней мере, в течение следующего 1,1 миллиарда лет.
В настоящее время континенты Северная и Южная Америки движутся к западу от Африки и Европы. Исследователи рассматривают несколько сценариев развития событий в будущем. Эти геодинамические модели можно отличить по субдукции потока, в котором океаническая кора движется под континент. В интроверсной модели более молодой, внутренний, Атлантический океан подвергается субдукции и текущее движение Северной и Южной Америки разворачивается на противоположное направление. В экстраверсионной модели более старый, внешний, Тихий океан подвергается субдукции, поэтому Северная и Южная Америки движутся в сторону Восточной Азии.
По мере улучшения понимания геодинамики эти модели будут пересматриваться. Например, в 2008 году для прогнозирования было использовано компьютерное моделирование, в результате которого было определено, что будет происходить преобразование конвекции мантии и формирование суперконтинента вокруг Антарктиды.
Независимо от результатов континентального движения, продолжающийся процесс субдукции станет причиной перемещения воды в мантию. Геофизическая модель даёт оценку, что спустя миллиард лет 27 % от текущей массы океана будет утрачено. Если этот процесс будет продолжаться в неизменном виде в будущем, то субдукция остановится после того, как 65 % текущей массы океана будет поглощено.

### Интроверсия
Кристофер Скотезе и его коллеги в рамках проекта Paleomap спрогнозировали движение плит на несколько сотен миллионов лет. В их сценарии через 50 миллионов лет Средиземное море может исчезнуть, а столкновение Европы и Африки создаст длинную горную цепь, тянущуюся вплоть до Персидского залива. Австралия сольётся с Индонезией, а Нижняя Калифорния будет скользить на север вдоль побережья. Могут появиться новые зоны субдукции у восточного побережья Северной и Южной Америки, а вдоль их берегов сформируются горные цепи. На юге планеты перемещение Антарктиды к северу станет причиной таяния всего ледникового покрова. Это, наряду с таянием ледникового покрова Гренландии и всех горных ледников, повысит средний уровень мирового океана на 90 метров. Затопление континентов приведёт к изменениям климата.
По мере реализации этого сценария через 100 миллионов лет распространение континентов достигнет своей максимальной точки, и они начнут сливаться. Через 250 миллионов лет Северная Америка столкнётся с Африкой, а Южная Америка будет обёрнута вокруг южной оконечности Африки. Результатом будет формирование нового суперконтинента (иногда называемого Пангея Ультима) и океана, простирающегося на половине планеты. Антарктический континент полностью изменит направления и возвратится к Южному полюсу с образованием нового ледникового покрова Ward & Brownlee, 2003, pp. 92–96.

### Экстраверсия
Первым учёным, экстраполировавшим текущие движения континентов, был канадский геолог Пол Ф. Хоффман из Гарвардского университета. В 1992 году Хоффман предположил, что континенты Северная и Южная Америки продолжат движение через Тихий океан, разворачиваясь у Дальнего Востока до тех пор, пока не начнут сливаться с Азией. Он окрестил образовавшийся суперконтинент Амазией. Позднее, в 1990-х гг., Рой Ливермор рассчитал подобный сценарий. Он предположил, что Антарктида начнёт перемещаться на север, а восток Африки и Мадагаскар будут двигаться через Индийский океан до столкновения с Азией.
В экстраверсной модели смыкание Тихого океана будет закончено через 350 миллионов лет. Это ознаменует завершение текущего суперконтинентального цикла, в котором континенты разделяются, а затем возвращаются друг к другу примерно каждые 400—500 миллионов лет. После создания суперконтинента тектоника плит может вступить в период бездействия, поскольку скорость субдукции падает на порядок. Этот период стабильности может привести к увеличению температуры мантии на 30—100K каждые 100 миллионов лет, что является минимальным временем жизни прошлых суперконтинентов и, как следствие, может возрасти вулканическая активность.

### Ортоверсия
В 2012 году группа геологов под руководством Росса Митчелла из Йельского университета предложила новую гипотезу движения континентов. При построении своей модели учёные опирались на данные о дрейфе магнитных полюсов, которые позволяют вычислить направление движения литосферных плит. Согласно исследованию, материки в будущем сольются в единый континент в районе Северного Ледовитого океана и центром нового суперконтинента станет Северная Америка. По мнению Митчелла и его коллег, Азия будет двигаться в сторону Северной Америки, с которой она впоследствии соединится. Также к ним примкнёт современная Гренландия, которая станет частью суперконтинента.

### Суперконтинент
Формирование суперконтинента может существенно повлиять на окружающую среду. Столкновение плит приведёт к формированию гор, тем самым значительно меняя погодные условия. Уровень моря может упасть вследствие увеличения оледенения. Скорость поверхностной эрозии может возрасти, в результате чего увеличится скорость, с которой поглощается органический материал. Формирование суперконтинента может привести к снижению глобальной температуры и увеличению концентрации атмосферного кислорода. Эти изменения могут привести к более быстрой биологической эволюции, поскольку появятся новые ниши. Это, в свою очередь, может повлиять на климат и привести к дальнейшему понижению температуры.
Образование суперконтинента изолирует мантию. Поток тепла будет сконцентрирован, приводя к вулканизму и заполнению больших площадей базальтом. Далее будут формироваться трещины, и суперконтинент разделится ещё раз. Затем планета может испытать период потепления, как это произошло во время мелового периода.

## Эволюция Солнца
Энергия, генерируемая Солнцем, основана на термоядерном синтезе водорода в гелий. Эта реакция проходит в ядре звезды посредством протон-протонного цикла. Поскольку в ядре Солнца нет конвекции, процесс синтеза приводит к устойчивому накоплению гелия. Температура в ядре Солнца является слишком низкой для ядерного синтеза атомов гелия в тройной гелиевой реакции, так что эти атомы не способствуют чистой генерации энергии, которая необходима для поддержания гидростатического равновесия Солнца.
В настоящее время почти половина запаса водорода в ядре израсходована, а остальная часть состоит преимущественно из гелия. Для компенсации неуклонно снижающегося числа атомов водорода на единицу массы температура ядра Солнца постепенно увеличивается посредством повышения давления. Это стало причиной того, что остальной водород подвергается синтезу более быстрыми темпами, тем самым производя энергию, необходимую для поддержания равновесия. Результатом становится постоянное увеличение выхода энергии Солнца. Это увеличение может быть аппроксимировано формулой:
{\displaystyle L(t)=\left[1+{2 \over 5}\left(1-{t \over t_{s}}\right)\right]^{-1}L_{s}},
где L(t) — светимость Солнца в момент времени t, t — время жизни Солнца, для которого вычисляется светимость, ts — время жизни Солнца в настоящий момент (4,57 млрд лет), Ls — текущая светимость Солнца.
Когда Солнце вышло на главную последовательность, оно излучало только 70 % от текущей светимости, которая затем увеличивалась почти линейно на 1 % каждые 110 миллионов лет. Таким образом, через 3 миллиарда лет светимость Солнца, как предполагается, будет на 33 % больше. Водородное топливо в ядре будет в итоге исчерпано через 4,8 миллиарда лет, когда светимость Солнца будет на 67 % больше, чем сейчас. После этого Солнце продолжит сжигать водород в оболочке, окружающей её ядро, пока увеличение яркости не достигнет 121 % от текущего значения, что ознаменует конец существования Солнца на главной последовательности и начало его перехода на ветвь красных гигантов.

### Воздействие на климат
По мере того, как будет возрастать глобальная температура Земли вследствие роста светимости Солнца, будет также возрастать скорость выветривания силикатных минералов. Это, в свою очередь, приведёт к снижению уровня углекислого газа в атмосфере. В течение следующих 600 миллионов лет концентрация CO2 упадёт ниже критического порога (около 50 частей на миллион), необходимого для поддержания C3-фотосинтеза. Деревья и леса в их нынешней форме тогда уже не смогут существовать. C4-фотосинтез может всё же продолжаться при гораздо более низких концентрациях, вплоть до 10 частей на миллион. Таким образом, растения, использующие C4-фотосинтез, смогут существовать по меньшей мере в течение 0,8 миллиарда лет, а возможно — и 1,2 миллиарда лет, после чего рост температуры сделает биосферу нежизнеспособной. В настоящее время C4-растения составляют около 5 % растительной биомассы Земли и 1 % от известных видов растений. Например, около 50 % всех видов трав (злаки), так же, как и многие виды амарантовых используют C4-фотосинтетические реакции.
Когда уровень углекислого газа упадёт до предела, при котором фотосинтез едва устойчив, доля диоксида углерода в атмосфере снова начнёт возрастать вследствие тектонической активности и жизни животных. Это позволит растительности вновь развиваться. Однако долгосрочная перспектива для растительной жизни на Земле — это полное вымирание, поскольку бо́льшая часть оставшегося в атмосфере углерода окажется связанным в земле. Некоторые микроорганизмы способны к фотосинтезу при концентрации CO2 в несколько частей на миллион, поэтому эти формы жизни, вероятно, исчезнут только из-за повышения температуры и потери биосферы.
В своей работе «Жизнь и смерть планеты Земля» авторы Питер Д. Уорд и Дональд Браунли утверждают, что некоторые формы животной жизни могут продолжить существование даже после того, как бо́льшая часть растительной жизни на Земле исчезнет. Первоначально некоторые насекомые, ящерицы, птицы и мелкие млекопитающие смогут продолжить существование вместе с морской жизнью. Авторы, однако, считают, что без кислорода, пополняемого растительной жизнью, животные, вероятно, вымрут от удушья в течение нескольких миллионов лет. Даже если в атмосфере останется достаточное количество кислорода вследствие живучести той или иной формы фотосинтеза, устойчивый рост глобальной температуры может привести к постепенной утрате биоразнообразия. Бо́льшая часть поверхности станет бесплодной пустыней, и жизнь в первую очередь должна остаться в океане.

### Эпоха без океана
Как только солнечная светимость станет на 10 % выше текущего значения, средняя глобальная температура поверхности достигнет 320 К (47 °С). Атмосфера станет «влажной парниковой», что приведёт к безудержному испарению океанов. Модели будущего Земли показывают, что тогда стратосфера будет содержать повышенный уровень воды. Молекулы воды будут разрушаться солнечным ультрафиолетовым излучением посредством фотодиссоциации, из-за чего водород начнёт покидать атмосферу. Конечным результатом будет исчезновение морской воды по всей Земле через 1,1 миллиарда лет.

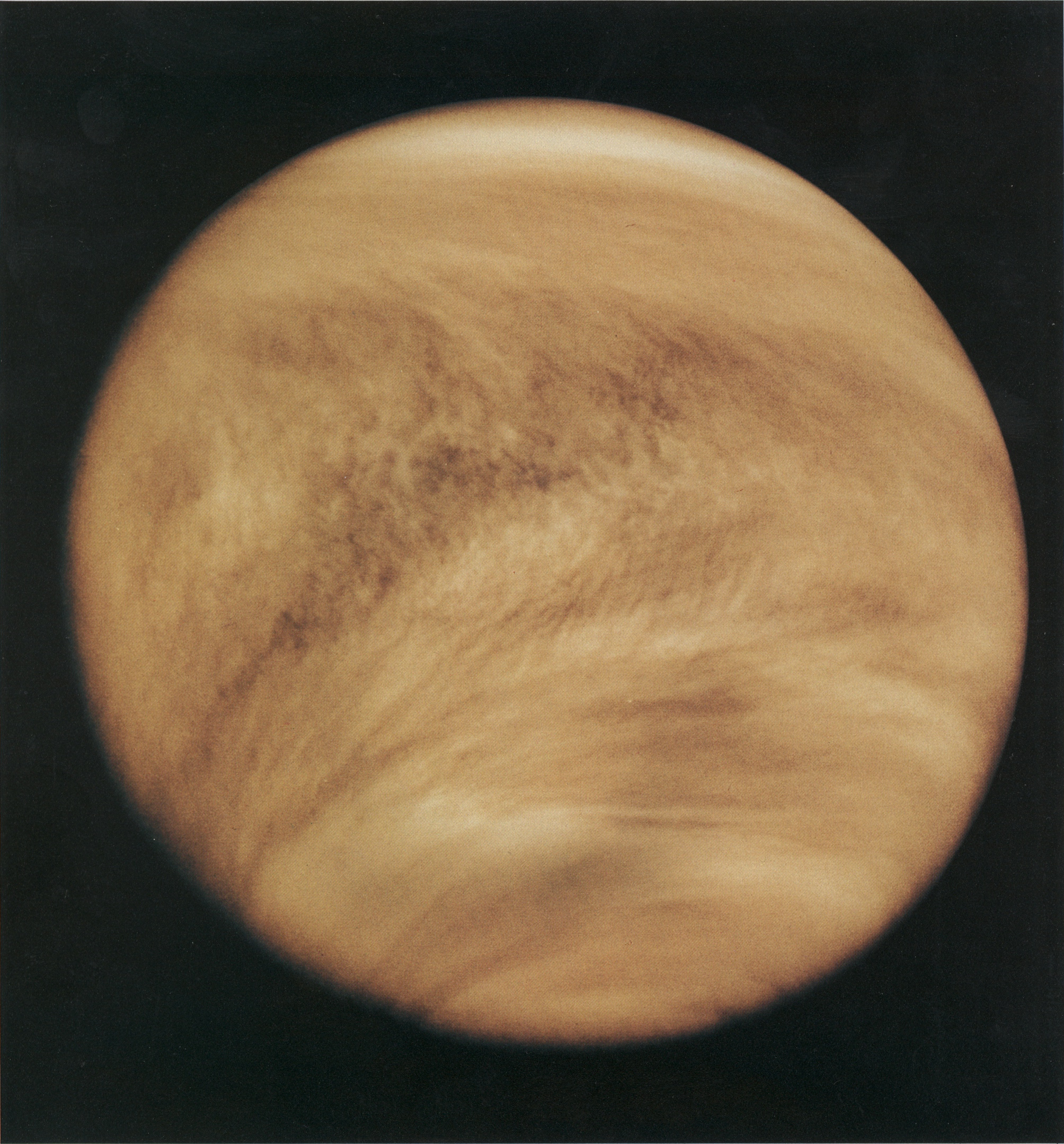
Атмосфера Венеры находится в состоянии «суперпарник»

В эту безокеанскую эру на поверхности по-прежнему будут водные бассейны, поскольку вода непрерывно будет высвобождаться из глубоких слоёв коры и мантии. Некоторые запасы воды могут быть сохранены на полюсах и даже могут случаться редкие ливни, но большая часть планеты будет сухой пустыней. Тем не менее, даже в этих засушливых условиях планета может сохранить некоторую микробную и, возможно, даже многоклеточную жизнь. Что произойдёт дальше — зависит от уровня тектонической активности. Устойчивый выход диоксида углерода из-за извержений вулканов в конечном счёте может привести к переходу атмосферы в состояние «суперпарник», как сейчас на Венере. Но без поверхностных вод тектоника плит, вероятно, остановится и большинство карбонатов останутся в земле.
Потеря океанов может быть отсрочена на 2 миллиарда лет, если уменьшится общее атмосферное давление. Более низкое атмосферное давление уменьшило бы парниковый эффект, тем самым понизив поверхностную температуру. Это может произойти, если природные процессы удалят азот из атмосферы. Исследования органических отложений показали, что по меньшей мере 100 кПа (1 бар) азота было удалено из атмосферы за последние четыре миллиарда лет. Если его выпустить обратно, то это фактически удвоит текущее атмосферное давление. Такая скорость изъятия была бы достаточной для борьбы с последствиями увеличения светимости Солнца в течение следующих двух миллиардов лет. Однако, помимо этого, в нижних слоях атмосферы количество воды вырастет до 40 %, что станет причиной влажного парникового эффекта.
Если парниковый эффект не произойдёт ранее, то в конечном счёте это явление будет иметь место через 3—4 миллиарда лет, когда светимость Солнца станет на 35—40 % больше, чем её текущее значение. Атмосфера нагреется, и поверхностная температура поднимется до 1600 K (1330 °C), что сможет расплавить горные породы. Тем не менее большая часть атмосферы будет сохранена, пока Солнце не вступит в стадию красного гиганта.

### Стадия красного гиганта

Текущий размер Солнца по сравнению с предполагаемым размером в фазе красного гиганта

Как только Солнце вместо сжигания водорода в ядре перейдёт к сжиганию водорода вокруг оболочки, его ядро начнёт сжиматься, а внешняя оболочка начнёт расширяться. Светимость звезды будет неуклонно возрастать в течение следующих миллиардов лет, пока не достигнет максимума в 2 730 L☉ в возрасте 12,167 миллиарда лет. Большая часть атмосферы Земли будет потеряна в космос, а ее поверхность будет состоять из лавового океана, вероятно, схожего с поверхностью нынешней экзопланеты COROT-7b, при этом температура ее поверхности достигнет более 2400 K (2130 °C). Во время этой фазы Солнце будет терять массу, причём около 33 % от его общей массы потеряет посредством солнечного ветра. Потеря массы будет означать, что орбиты планет будут расширяться. Орбитальное расстояние Земли увеличится более чем на 150 % от его текущего значения.
Самая быстрая часть расширения Солнца в красный гигант произойдёт на заключительном этапе, когда Солнцу будет приблизительно 12 миллиардов лет. Вполне вероятно, что, расширившись, Солнце поглотит Меркурий и Венеру, достигнув максимального радиуса 1,2 астрономической единицы.
К тому времени, когда Солнце перейдёт на стадию красного гиганта, диаметр орбиты Луны немного возрастёт, а период её обращения увеличится на несколько дней вследствие приливного взаимодействия с Землёй. В этот период выбросы из солнечной атмосферы могут привести к быстрому изменению формы лунной орбиты. Как только перигей орбиты приблизится на расстояние 18 470 км, Луна пересечёт предел Роша Земли, и приливное взаимодействие с Землёй разорвёт спутник, превратив его в кольцевую систему. Затем бо́льшая часть колец начнёт разрушаться и остатки будут сталкиваться с Землёй, поэтому, даже если Земля не будет поглощена Солнцем, она, скорее всего, останется без Луны.